# Kaja Eržen
Kaja Eržen (* 21. August 1994 in Kranj) ist eine slowenische Fußballspielerin. Seit 2022 spielt sie für AC Florenz und seit 2012 für die A-Nationalmannschaft.

## Karriere

### Vereine
Eržen startete ihre aktive Karriere mit dem ŽNK Velesovo Kamen Jerič, wo sie 2008 im Alter von 14 Jahren ihr Seniordebüt in der zweithöchsten Liga gab. In der Saison 2008/09 gelang ihr die Zweitliga-Meisterschaft und verhalf ihrem Team zum Aufstieg in die 1. Slovensko Ženska Nogometna Liga. Dort spielte sie drei Jahre für Velesovo, bevor Eržen 2011 zum Meister ŽNK Pomurje wechselte. Sie entwickelte sich zur Nationalspielerin und traf in zweieinhalb Jahren 27 Mal in nur 19 Spielen. Im Januar 2014 verließ sie ihre Heimat Slowenien und wechselte nach Österreich, wo sie mit ihren Landsfrauen Lara Ivanuša und Lucija Grad bei den Carinthians Soccer Women in Kärnten unter Vertrag stand.
Im Sommer 2022 wechselte sie zu AC Florenz.

### Nationalmannschaft
Eržen ist Nationalspielerin für Slowenien und bestritt bislang 101 A-Länderspiele.

## Erfolge
Nationalmannschaft
- Istrien-Cup-Siegerin: 2019

ŽNK Pomurje Beltinci
- Slowenischer Meister 2013

ŽNK Velesovo Kamen Jerič
- Meister 2. SŽNL 2009

## Sonstiges
Ihre Schwester Teja spielt ebenfalls aktiv Fußball und spielte mit ihr eine Zeit lang beim ŽNK Velesovo Kamen Jerič in der Slovensko Ženska Nogometna Liga.